# Mycobacterium marinum
Mycobacterium marinum es una bacteria de vida libre, que causa infecciones oportunistas en humanos. Como el resto de especies de su género, son Zhiel-Nelsen(+) y Gram-positivas, pero son las únicas que han demostrado ser móviles en macrófagos y con capacidad para esporular.

## Historia
Aunque Aronson aisló por primera vez la micobacteria en 1926 de un pez, hasta 1951 no se le relaciona con la etiología de la enfermedad humana por Linell y Norden. Se han descrito grandes brotes de infección por micobacterias atípicas en asociación con la natación. Pero éstas, han disminuido drásticamente debido a las mejoras en la construcción y el mantenimiento de piscinas.
El primer caso de infección por M. marinum asociada a una pecera (granuloma) fue reportado en 1962 por el Swift y Cohen. La infección de M. marinum puede ser un riesgo laboral para algunas profesiones, como los trabajadores en tiendas de animales, pero la mayoría de las infecciones ocurren en criadores domésticos de peces que mantienen un acuario en casa.
Aunque la infección puede ser causada por una lesión directa de las aletas de peces o mordeduras, la mayoría se adquieren durante la manipulación de los acuarios, como limpiar o cambiar el agua. Pero también se dan infecciones indirectas al usar utensilios que previamente han contactado con peceras.

## Clínica
Los granulomas producidos por M. marinum pueden ser sencillos, pero a menudo evolucionan a múltiples, describiéndose pápulas superficiales en la piel y placas eritematosas. Las lesiones pueden ser dolorosas, sin dolor o con dolor intermitente. Las lesiones suelen producirse en los codos, rodillas y pies en aquellas personas infectadas en piscinas, y en las manos y los dedos en los dueños del acuario. La inhibición del crecimiento de M. marinum a 37 °C se relaciona con su capacidad de infectar a las partes más frías del cuerpo, especialmente las extremidades. Las lesiones aparecen después de un período de incubación de alrededor de 2-4 semanas, y después de 3-5 semanas por lo general son 1-2.5 cm de diámetro. En raras ocasiones, se ha reportado un tipo de enfermedad donde se disemina la infección, observado en pacientes inmunodeprimidos que puede ser fatal.

## Diagnóstico
El diagnóstico se retrasa con frecuencia, probablemente debido a la rareza de la infección y al fracaso para obtener la historia habitual de exposición acuática. Diagnósticos erróneos comunes incluyen infección por hongos y parásitos, la celulitis, la tuberculosis, la artritis reumatoide, reacciones a cuerpos extraños y tumores. Un alto índice de sospecha y una detallada historia son importantes para establecer el diagnóstico de M. marinum. A diferencia de M. tuberculosis, la mayoría de las cepas de M. marinum no pueden crecer a la temperatura de incubación habitual de 37 °C, sino entre 30 y 33 °C. Las colonias son de color crema y se ponen amarillas cuando se exponen a la luz (fotocromógeno).
Las infecciones por M. marinum generalmente se pueden tratar con medicamentos antimicobacterianos. A veces, los cultivos son negativos, pero el diagnóstico todavía se hace sobre la base de los signos físicos típicos apoyada por los hallazgos histológicos. Diversas técnicas de base de ADN se han utilizado para clasificar las micobacterias. Todos estos estudios han demostrado una alta afiliación taxonómica entre M. ulcerans y M. marinum. 
La gestión de infecciones por M. marinum depende de la gravedad del proceso, pudiendo hacer falta una intervención quirúrgica unida a una antibioterapia prolongada.

## Tratamiento
Los antibacterianos que ejercen actividad frente a este patógeno son la amikacina, claritromicina, etambutol, levofloxacino, minociclina, doxiciclina, rifampicina, y cotrimoxazol.